# Otto Neumann
Otto Neumann, född 28 augusti 1902 i Karlsruhe i Baden-Württemberg, död 12 april 1990 i Mannheim, var en tysk friidrottare.
Neumann blev olympisk silvermedaljör på 4 x 400 meter vid sommarspelen 1928 i Amsterdam.